# Eric Braamhaar
Frederikus Johannes "Eric" Braamhaar (født 13. oktober 1966) er en hollandsk fodbolddommer. Han har dømt internationalt under det internationale fodboldforbund FIFA siden 2002, hvor han er placeret i den europæiske dommergruppe som Premier Category-dommer, der er det næsthøjeste niveau for internationale dommere. Tidligere har han været indrangeret som Elite Category-dommer, der er det højeste niveau. 

## Kampe med danske hold
- Den 15. september 2005: UEFA Cuppens første runde: Hamburger SV – FC København 1-1.
- Den 8. oktober 2010: Kvalifikation til EM 2012: Portugal – Danmark 3-1.
- Den 3. november 2011: Europa Leagues gruppespil: FC København – Hannover 96 1-2.